# Minari
Minari (koreanska: 마나리) är en amerikansk dramafilm från 2020, regisserad och skriven av Lee Isaac Chung. Filmen är delvis en självbiografisk film om Chungs barndom och uppfostran, om en koreansk familj som flyttar från Kalifornien till Arkansas på 1980-talet för att starta en gård.
Filmen fick totalt sex nomineringar vid Oscarsgalan 2021 Bästa film, Bästa regi, Bästa filmmusik, Bästa originalmanus, Bästa manliga huvudroll (Steven Yeun) och Bästa kvinnliga biroll (Youn Yuh-jung).
Filmen har premiär i Sverige den 11 juni 2021, utgiven av Scanbox Entertainment.

## Rollista (i urval)
| - Alan Kim – David - Han Ye-ri – Monica - Noel Cho – Anne - Steven Yeun – Jacob - Youn Yuh-jung – Soonja - Will Patton – Paul - Darryl Cox – Mr. Harlan | - Esther Moon – Mrs. Oh - Ben Hall – Dowsing Dan - Eric Starkey – Randy Boomer - Jacob M Wade – Johnnie - James Carroll – Brother Roy - Jenny Phagan – Bonnie - Tina Parker – Debbie |